# Jihan El-Tahri
Jihan El-Tahri (en arabe : ﺟﻬﺎﻥ ﺍلطاهري ; née à Beyrouth) est une scénariste, réalisatrice et productrice de films documentaires. Elle a la double nationalité française et égyptienne.

## Biographie
En 1984, Jihan El-Tahri obtient un BA en science politique, et en 1986, un MA en science politique de l'Université américaine du Caire. Elle a travaillé en tant que correspondante pour U.S. News & World Report et pour Reuters, comme journaliste et productrice associée en Tunisie, au Liban, en Irak, en Jordanie, en Algérie et en Égypte entre 1984 et 1990. En tant que correspondante, El-Tahri est devenue spécialiste de politique au Moyen-Orient.
El-Tahri a commencé la réalisation et la production de documentaires en 1990 pour la télévision française, et en 1995 pour la BBC. En 1992, elle a filmé des camps d'entraînement d'Oussama ben Laden au Soudan. Elle a également fourni du soutien professionnel sur quatre des films de la série Steps for the future en 2001. Le documentaire, The House of Saud est montré à la BBC en 2004 et sur PBS en 2005. Son documentaire, "Behind the Rainbow", a été projeté lors du 53e BFI London Film Festival en 2009.
Elle a également travaillé avec Ahron Bregman, un historien Israélien, pour le documentaire La guerre de 50 ans: Israël et les Arabes en 1998.

## Œuvre

### Films documentaires
- The Koran and the Kalashnikov
- 2000 : L'Afrique en morceaux [5]
- 2003 : The Price of Aid/Les maux de la faim
- 2004 : The House of Saud
- 2007 : Cuba, une odyssée africaine (Cuba! Africa! Revolution!)
- 2009 : Behind the Rainbow[6]
- 2015 : Egypt's Modern Pharaohs[7]

### Livres
- Christophe Boltanski et Jihan El-Tahri, Les sept vies de Yasser Arafat, Paris, 1997[8]